# Sage Stallone
Sage Stallone (Los Angeles, 5 de maio de 1976 – Los Angeles, 13 de julho de 2012) foi um ator e diretor norte-americano, filho de Sylvester Stallone.

## Biografia
A sua estreia no cinema deu-se em Rocky V, ao lado do seu pai. Participou, também, com seu pai no longa-metragem Daylight, mas desde então só fez filmes de baixo orçamento. Em 1996, ele e o editor de filmes Bob Murawski fundaram a Grindhouse Releasing, uma empresa dedicada a restauração e preservação de filmes, localizada em Los Angeles. Em 2006, dirigiu seu primeiro curta-metragem, Vic, que estreou em Palm Springs, no Festival de Cinema da Califórnia.

## Morte
Em 13 de julho de 2012 foi encontrado morto no seu apartamento em Los Angeles, Estados Unidos. Sage Stallone sofria de aterosclerose, condição que lhe provocou um ataque cardíaco fatal. Foi sepultado no Westwood Village Memorial Park Cemetery.

## Filmografia
| Ator | Ator                      | Ator             | Ator                               | Ator               | Ator               |
| Ano  | Filme                     | Título no Brasil | Título em Portugal                 | Papel              | Notas              |
| ---- | ------------------------- | ---------------- | ---------------------------------- | ------------------ | ------------------ |
| 1990 | Rocky V                   | Rocky V          | Rocky V                            | Robert Balboa, Jr. | Seu primeiro filme |
| 1993 | The Evil Inside Me        |                  |                                    | Leo                |                    |
| 1996 | Daylight                  | Daylight         | Pânico no Túnel                    | Vincent            |                    |
| 1997 | American Hero             |                  |                                    | Price              |                    |
| 2002 | Reflections of Evil       |                  |                                    | Dan August         |                    |
| 2003 | The Manson Family         |                  |                                    | Jay Sebring        | Dublagem           |
| 2005 | Chaos                     |                  |                                    | Swan               |                    |
| 2006 | Vic                       |                  |                                    | Doc                | Curta-metragem     |
| 2006 | Moscow Zero               | Cidade Sombria   | Moscow Zero: As Portas do Submundo | Vassily            |                    |
| 2007 | Oliviero Rising           |                  |                                    | Dr. Stephens       |                    |
| 2010 | Promises Written in Water |                  |                                    | The Mafioso        |                    |
| 2010 | The Agent                 |                  |                                    | Ari Sheinwold      | Curta-metragem     |